# Hilara fusitibia
Hilara fusitibia är en tvåvingeart som beskrevs av Gabriel Strobl 1899. Hilara fusitibia ingår i släktet Hilara och familjen dansflugor. Inga underarter finns listade i Catalogue of Life.